# LIVE (Newton Compton Editori)
LIVE è una collana editoriale della casa editrice Newton Compton 

## Elenco uscite

### LIVE
| Numero | Autore                     | Titolo                                   | ISBN               |
| ------ | -------------------------- | ---------------------------------------- | ------------------ |
| 1      | Sigmund Freud              | Il sogno e la sua interpretazione        | ISBN 9788854151413 |
| 2      | Francis Scott Fitzgerald   | Il grande Gatsby                         | ISBN 9788854151420 |
| 3      | Lucio Anneo Seneca         | L'arte di essere felici                  | ISBN 9788854151437 |
| 4      | Fëdor Dostoevskij          | Le notti bianche                         | ISBN 9788854151444 |
| 5      | Irène Némirovsky           | Il ballo                                 | ISBN 9788854151451 |
| 6      | Sun Tzu                    | L'arte della guerra                      | ISBN 9788854151468 |
| 7      | Andrea Frediani            | Il tiranno di Roma                       | ISBN 9788854151475 |
| 8      | Edgar Allan Poe            | Racconti del terrore                     | ISBN 9788854151482 |
| 9      | William Shakespeare        | Amleto                                   | ISBN 9788854151499 |
| 10     | Marcello Simoni            | I sotterranei della cattedrale           | ISBN 9788854151505 |
| 11     | Lisa J. Smith              | Il diario del vampiro. Il risveglio      | ISBN 9788854151512 |
| 12     | Jane Austen                | Lady Susan                               | ISBN 9788854151529 |
| 13     | Luigi Pirandello           | Uno, nessuno e centomila                 | ISBN 9788854152588 |
| 14     | Johann Wolfgang von Goethe | I dolori del giovane Werther             | ISBN 9788854152595 |
| 15     | Arthur Conan Doyle         | Sherlock Holmes. Uno studio in rosso     | ISBN 9788854152601 |
| 16     | Massimo Lugli              | La lama del rasoio                       | ISBN 9788854152618 |
| 17     | Oscar Wilde                | Aforismi                                 | ISBN 9788854154599 |
| 18     | Virginia Woolf             | Una stanza tutta per sé                  | ISBN 9788854152632 |
| 19     | Lao Tzu                    | Il libro del Tao                         | ISBN 9788854152649 |
| 20     | Kahlil Gibran              | Il profeta                               | ISBN 9788854152656 |
| 21     | Franz Kafka                | La metamorfosi                           | ISBN 9788854152663 |
| 22     | Robert Louis Stevenson     | Lo strano caso del Dr. Jekyll e Mr. Hyde | ISBN 9788854152670 |
| 23     | Michail Bulgakov           | Cuore di cane                            | ISBN 9788854152687 |
| 24     | Howard Phillips Lovecraft  | La casa stregata                         | ISBN 9788854152694 |
| 25     | Niccolò Machiavelli        | Il principe                              | ISBN 9788854154506 |
| 26     | Marco Tullio Cicerone      | L'amicizia                               | ISBN 9788854154513 |
| 27     | Lorenza Ghinelli           | Sogni di sangue                          | ISBN 9788854154520 |
| 28     | Friedrich Nietzsche        | L'Anticristo                             | ISBN 9788854154537 |
| 29     | Giovanni Verga             | Storia di una capinera                   | ISBN 9788854154544 |
| 30     | Alexandre Dumas (figlio)   | La signora delle camelie                 | ISBN 9788854154551 |
| 31     | Buddha                     | I quattro pilastri della saggezza        | ISBN 9788854154568 |
| 32     | Voltaire                   | Candido                                  | ISBN 9788854154575 |
| 33     | Nathaniel Hawthorne        | La lettera scarlatta                     | ISBN 9788854154582 |
| 34     | Joseph Conrad              | Cuore di tenebra                         | ISBN 9788854154759 |
| 35     | Charles Darwin             | L'origine delle specie                   | ISBN 9788854154605 |
| 36     | Arthur Schopenhauer        | L'arte di ottenere ragione               | ISBN 9788854154612 |

### LIVE deluxe
| Numero | Autore                      | Titolo                                              | ISBN               |
| ------ | --------------------------- | --------------------------------------------------- | ------------------ |
| 1      | Lucio Anneo Seneca          | L'arte di essere saggi                              | ISBN 9788854166271 |
| 2      | Epicuro                     | È facile essere felici se sai come farlo            | ISBN 9788854166288 |
| 3      | Nostradamus                 | Profezie                                            | ISBN 9788854166295 |
| 4      | Erasmo da Rotterdam         | Elogio della follia                                 | ISBN 9788854166301 |
| 5      | Ovidio                      | L'arte di amare                                     | ISBN 9788854166318 |
| 6      | Confucio                    | Massime                                             | ISBN 9788854166325 |
| 7      | Jane Austen                 | I Watson                                            | ISBN 9788854166332 |
| 8      | Sigmund Freud               | La psicoanalisi in cinque conferenze                | ISBN 9788854166332 |
| 9      | Italo Svevo                 | Corto viaggio sentimentale                          | ISBN 9788854166356 |
| 10     | Victor Hugo                 | L'ultimo giorno di un condannato a morte            | ISBN 9788854166363 |
| 11     | Franz Kafka                 | Lettera al padre                                    | ISBN 9788854166370 |
| 12     | Oscar Wilde                 | L'importanza di essere onesto                       | ISBN 9788854166387 |
| 13     | Plutarco                    | L'arte di ascoltare                                 | ISBN 9788854169715 |
| 14     | Stefan Zweig                | Novella degli scacchi                               | ISBN 9788854169722 |
| 15     | Lucio Anneo Seneca          | È facile vivere a lungo se sai come fare            | ISBN 9788854169739 |
| 16     | Joseph Roth                 | La leggenda del santo bevitore                      | ISBN 9788854169746 |
| 17     | Napoleone Bonaparte         | L'arte di comandare                                 | ISBN 9788854169784 |
| 18     | Arthur Schopenhauer         | L'arte di capire le donne                           | ISBN 9788854169791 |
| 19     | Jane Austen                 | Sanditon                                            | ISBN 9788854169838 |
| 20     | Arthur Conan Doyle          | Sherlock Holmes - Il segno dei quattro              | ISBN 9788854169845 |
| 21     | Friedrich Wilhelm Nietzsche | Ecce homo                                           | ISBN 9788854169852 |
| 22     | AA. VV.                     | Poesie zen                                          | ISBN 9788854169869 |
| 23     | William Shakespeare         | Sogno di una notte di mezza estate                  | ISBN 9788854169876 |
| 24     | Sigmund Freud               | Tre saggi sulla sessualità                          | ISBN 9788854169883 |
| 25     | Jack London                 | Il richiamo della foresta                           | ISBN 9788854171268 |
| 26     | Lucio Apuleio               | La favola di Amore e Psiche                         | ISBN 9788854171275 |
| 27     | Lucio Anneo Seneca          | L'arte di oziare                                    | ISBN 9788854171282 |
| 28     | Arthur Schopenhauer         | L'arte di ottenere rispetto                         | ISBN 9788854171299 |
| 29     | Joseph Conrad               | La linea d'ombra                                    | ISBN 9788854171329 |
| 30     | Sigmund Freud               | Psicologia della vita amorosa                       | ISBN 9788854171404 |
| 31     | Kahlil Gibran               | L'arte di conoscere se stessi. Massime spirituali   | ISBN 9788854171411 |
| 32     | Søren Aabye Kierkegaard     | Diario del seduttore                                | ISBN 9788854171497 |
| 33     | Luigi Pirandello            | Sei personaggi in cerca d'autore                    | ISBN 9788854171503 |
| 34     | Charles Baudelaire          | I paradisi artificiali                              | ISBN 9788854171596 |
| 35     | Nikolaj Vasil'evič Gogol'   | Il cappotto e Il naso                               | ISBN 9788854171602 |
| 36     | Virginia Woolf              | La signora Dalloway in Bond Street e altri racconti | ISBN 9788854171619 |